# Central nuclear de Tihange
La Central nuclear de Tihange (en francés:  Centrale nucléaire de Tihange)  es una de las dos plantas de energía nuclear a gran escala en Bélgica, siendo la otra la central nuclear de Doel. Se encuentra en la margen derecha del río Mosa, en el distrito belga de Tihange, parte del municipio de Huy en la provincia de Lieja, en la región Valona. El dueño mayoritario de la planta es la compañía energética belga Electrabel. La planta cuenta con tres reactores de agua a presión, con una capacidad total de 2.985 MWe y constituye el 52% del total de la capacidad de generación nuclear belga.